# Лемківська кухня

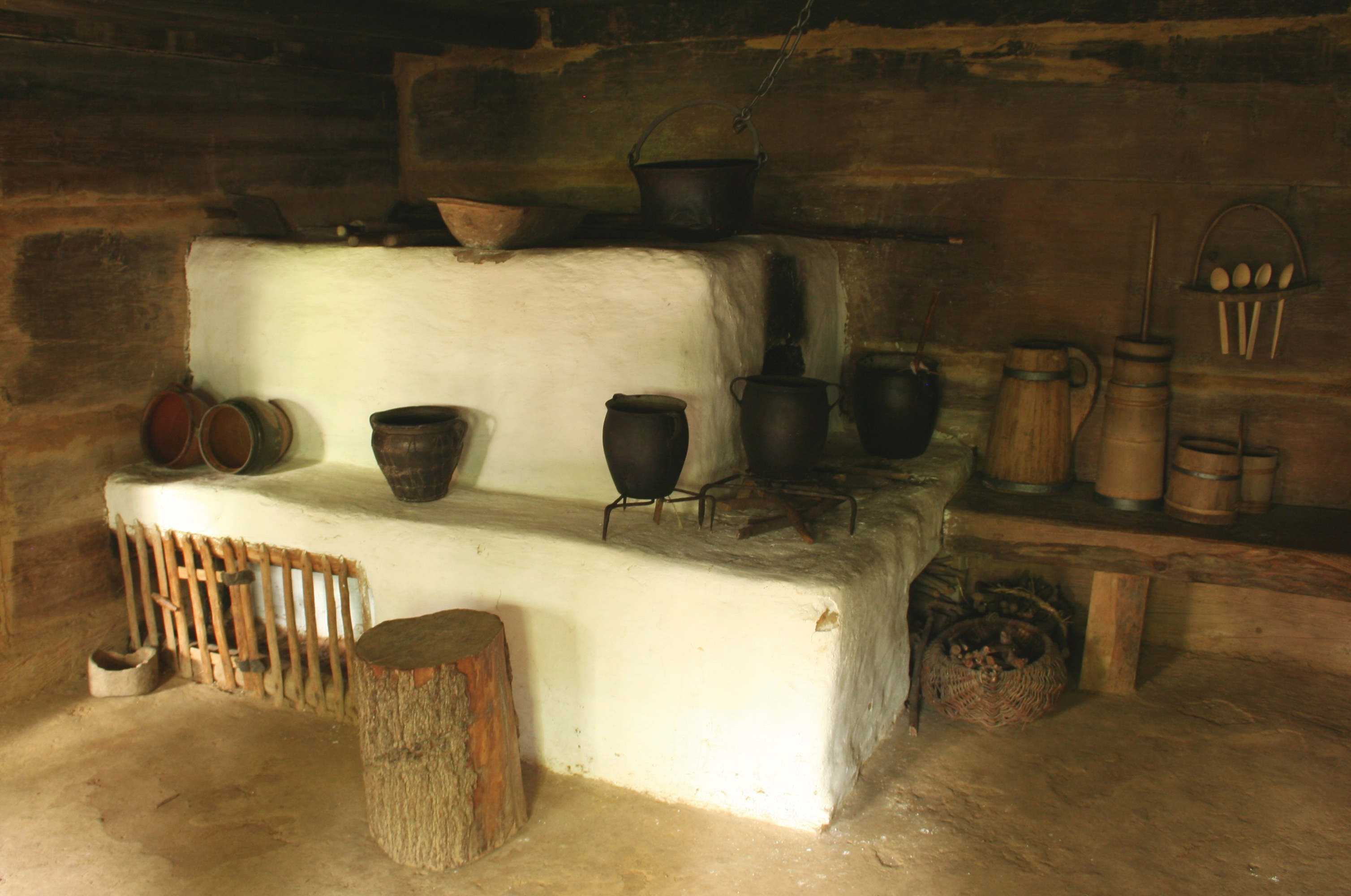
Лемківська піч

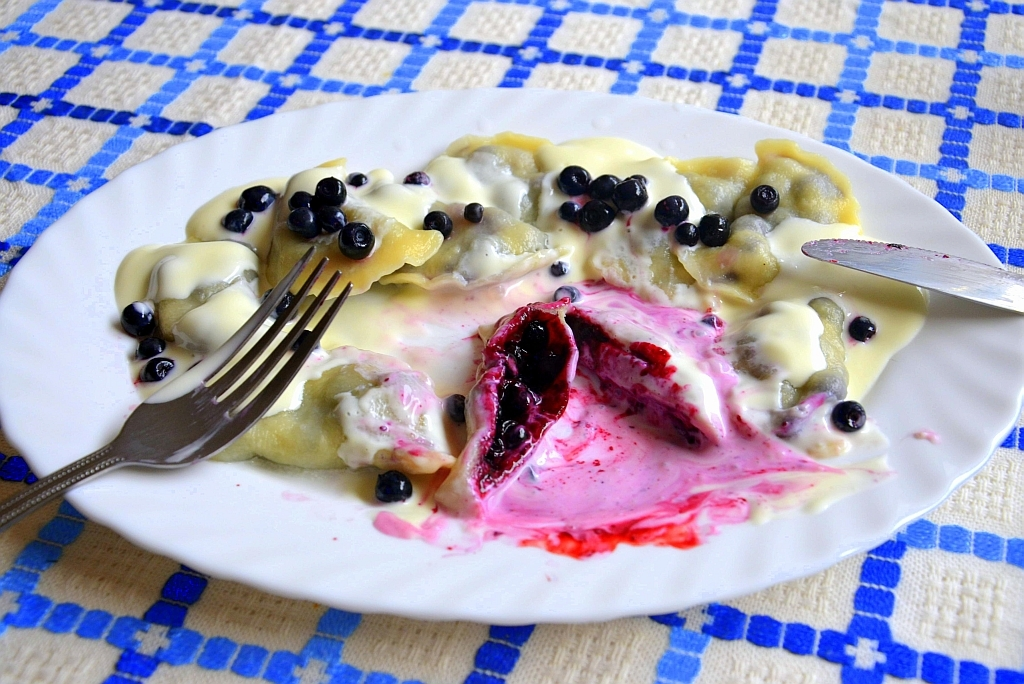
Пироги (вареники) з чорницями

Лемківська кухня — традиційна система харчування лемків. Лемківська їжа була дуже скромною, переважно складалася з рослинних продуктів, борошняних виробів, картоплі, капусти, квасолі, різних каш та круп.

## Історія
Їли чотири рази на день:

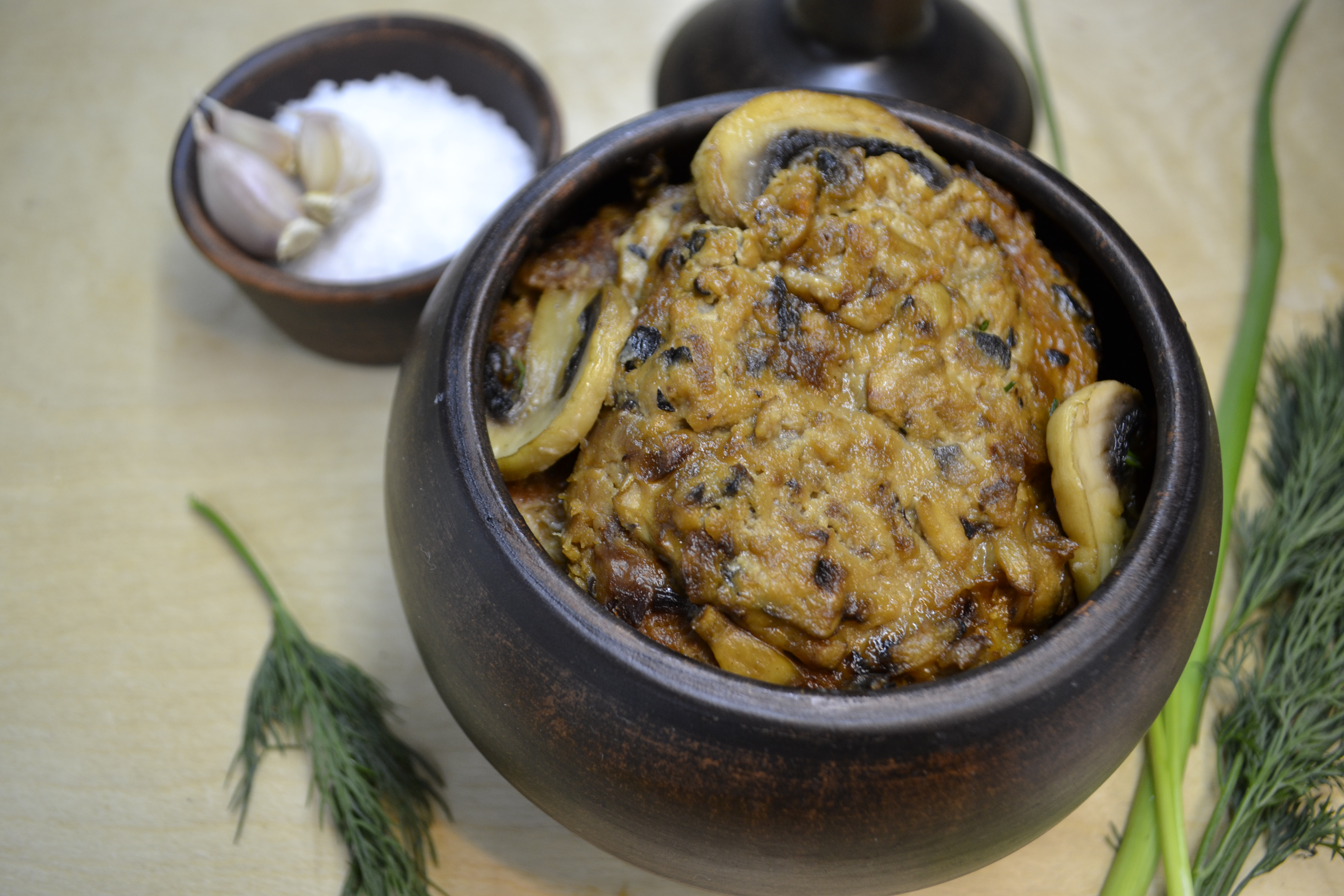
Бандуряники

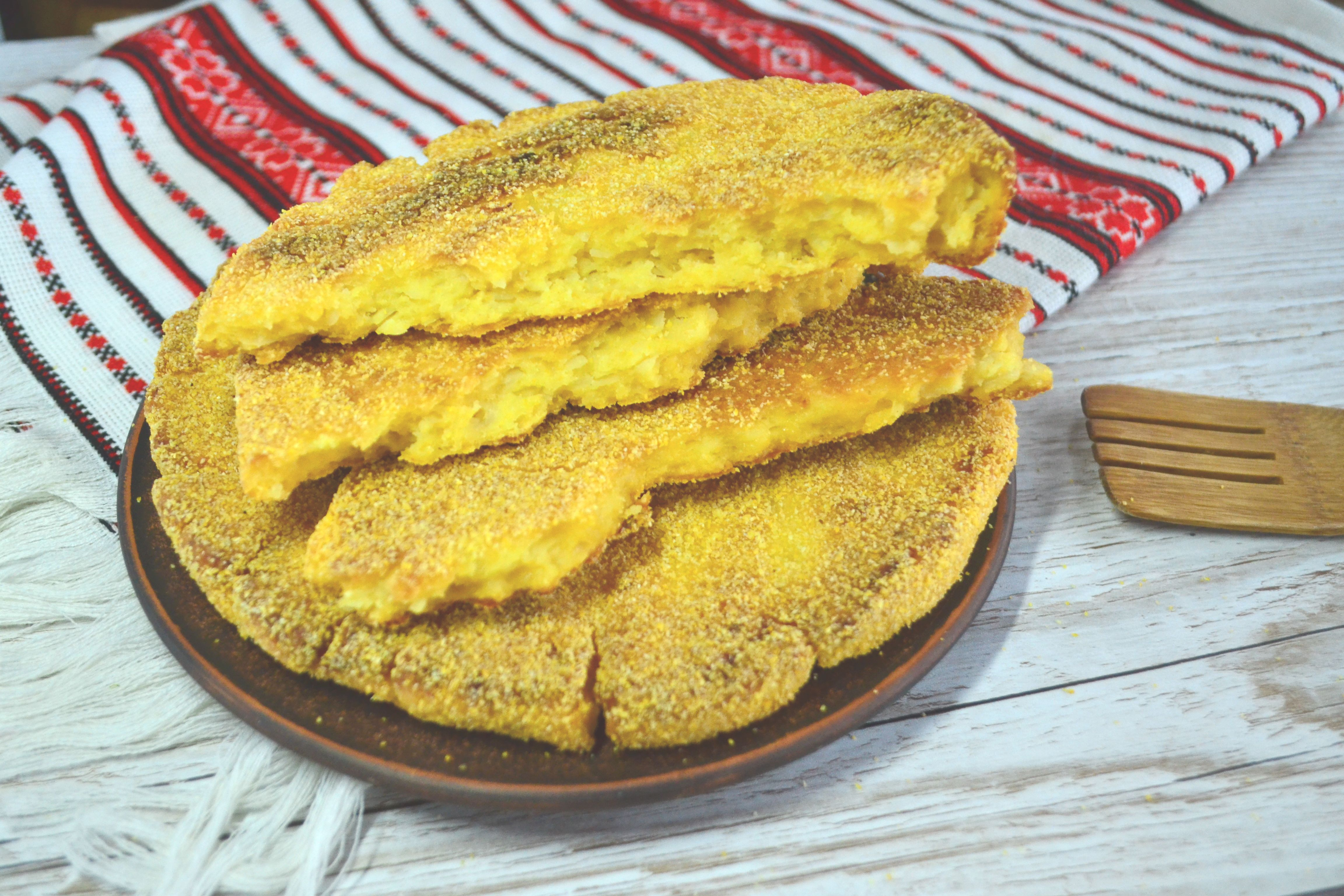
Коржі-буришники

- на сніданок їли переважно хліб, молоко, масло, сир, бринзу, картоплю, галушки;
- на обід подавали різні супи, вироби з борошна, картоплю, капусту;
- на підвечірок різні молочні каші, сир, масло;
- вечеря була легкою, найчастіше картопля з кислим молоком.

Найуживанішими стравами лемків були каші, готували їх з різних рослинних продуктів: борошна (мастило), проса (просяна каша), ячменю (панцаки), кукурудзи (замішка).
Дуже популярні страви були з тіста. Особливо поширені були галушки з сиром, бриндзою, помащені маслом, салом (шкварками). Пироги (вареники) робили тільки у святкові дні. Наповнювали їх сиром, капустою, повидлом, сливами, грушами. Картопля на Лемківщині була щоденною стравою. Споживали її у різних формах — вареною, печеною, з капустою, молоком, сушеними фруктами. З сирої тертої картоплі з домішуванням борошна пекли бандурянки на свіжому капустяному або кленовому листі в печі де пекли хліб.
Із супів найголовнішою стравою у зимовий період і час посту була киселиця. Готували її з вівсяного борошна, води та хлібного квасу. Подібною до неї була капуста, яку лемки споживали у великій кількості. Зберігали капусту у 100-300-літрових бочках. Кожна сім'я заготовляла на зиму по кілька бочок капусти.
М'ясо лемки споживали лише на свято та при урочистих нагодах — майже завжди варене з хлібом.
До основних харчових продуктів лемків належало коров'яче та овече молоко і молочні продукти: масло, сир, бринза, сметана (верхнина). З яєць найчастіше робили яєчню (яшницю): яйця з борошном розколочували в молоці і смажили на маслі чи олії. На Великдень з яєць, солодкого молока чи сметани, солі та цукру робили сирник.
Спрагу запивали водою (Лемківщина багата на мінеральні води), рідше — кислим молоком.